# О’Рурк, Питер
Пи́тер О’Рурк (англ. Peter O'Rourke; 1 июня 1873 — 10 января 1956) — шотландский футболист и тренер.

## Карьера
О’Рурк играл на позиции центрального защитника в клубах «Селтик», «Бернли», «Линкольн Сити», «Терд Ланарк», «Честерфилд» и «Брэдфорд Сити». В 1905 году стал тренером последнего и проработал на указанной должности вплоть до 1921 года. Далее был наставником в клубах «Понтиприт», «Данди Юнайтед», «Брэдфорд Парк Авеню», «Брэдфорд Сити» (второй раз), «Уолсолл» и «Лланелли».

## Достижения

### Тренерские
«Брэдфорд Сити»
- Второй дивизион Футбольной лиги: 1907/08
- Кубок Англии по футболу: 1910/11
- Третий дивизион Футбольной лиги Север: 1928/29